# 분자 매듭

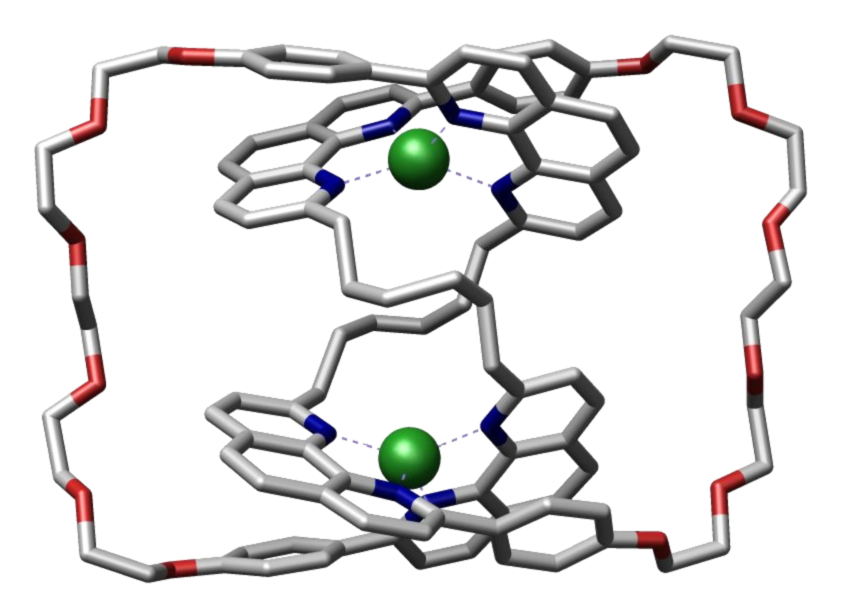

분자 매듭(molecular knot)은 매듭 형태의 기계적으로 맞물린 분자 구조이다.

## 같이 보기
- 초분자화학
- 매듭 이론